# Malattia dell'annuire
Con il termine malattia dell'annuire (dall'inglese nodding disease) ci si riferisce ad una malattia dalle dinamiche poco conosciute e osservata per la prima volta in Sudan nel 1960. La malattia porta chi la contrae a disabilità fisica e mentale permanente, e colpisce unicamente bambini di età compresa tra i 5 e i 15 anni. La sua diffusione è limitata al Sudan del Sud, alla Tanzania e alla regione nord dell'Uganda.
Prima del focolaio scoppiato nel sud del Sudan, la malattia fu descritta per la prima volta nel 1962, limitatamente alla sua diffusione in alcune regioni montane della Tanzania, ma la connessione tra la malattia rilevata all'epoca e i focolai scoppiati nel XXI secolo è stata fatta solo di recente.

## Epidemiologia

Mappa delle zone del Sudan del Sud in cui è presente la malattia

La denominazione "nodding disease" è relativamente recente, ma i primi casi sono stati documentati nel 1962 in Tanzania, mentre dopo il 2000 la malattia si è manifestata prevalentemente in Sudan, dove nel 2003 si sono registrati 300 casi nella zona del Mundri. Dal 2009 la malattia ha attraversato i confini dell'Uganda, dove in base a quanto riportato dal ministro della sanità ugandese almeno 2 000 bambini ne sono stati affetti. Alla fine del 2011 la malattia era concentrata maggiormente nei distretti di Kitgum, Pader e Gulu, dove vennero registrati 1 000 casi nella seconda metà dell'anno.
Nuovi focolai si sono registrati nel 2012 in Sudan, Uganda e Tanzania., e la situazione può peggiorare ulteriormente a causa delle condizioni difficili del sistema sanitario delle regioni colpite, gravemente deficitario.

## Eziologia
Le cause della malattia sono sconosciute, ma si pensa possa essere connessa all'infestazione di un nematode, l'Onchocerca volvulus, presente in tutte le aree in cui la malattia si è manifestata. Il nematode considerato responsabile è portato dai simuliidae e causa una malattia chiamata oncocercosi, detta anche "cecità fluviale". Nel 2004 molti bambini che hanno contratto la malattia vivevano nei pressi del fiume Yei, notoriamente vettore per l'oncocercosi, e il 93,7% di questi presentavano infestazione dal parassita, in percentuale sensibilmente superiore rispetto ai bambini che non avevano contratto la malattia. Un collegamento tra l'oncocercosi e l'epilessia, come pure il ritardo nella crescita, era stato già ipotizzato in precedenza, ma le evidenze non hanno mai portato a conclusioni definitive. Della connessione tra il parassita e la malattia è convinto anche il CDC statunitense, pur non considerandolo l'unico fattore scatenante poiché molte aree in cui il nematode infestante è ampiamente presente non sono colpite dalla malattia. Secondo Andrea Winkler, autore del primo studio in Tanzania nel 2008, non si può in alcun modo pensare che il nematode possa raggiungere il cervello, ma non si può escludere che l'infestazione del parassita possa portare una reazione autoimmune dell'organismo scatenando la malattia. Nelle regioni dell'Uganda più colpite dalla malattia la percentuale di bambini affetti dalla nodding disease e dall'epilessia che presentano in concomitanza un'infezione causata dal nematode varia tra il 70% e il 100%.
Il CDC sta studiando la possibilità che la malattia sia in qualche modo legata ad agenti chimici usati in guerra, oppure che possa essere causata da deficienze alimentari che causano carenza di vitamina B6, che può portare ad alcune forme di epilessia. Teorie meno recenti indicavano come possibile causa il consumo di carne di scimmia contaminata, oppure il consumo di semi contaminati da sostanze chimiche.

## Segni e sintomi
I sintomi della malattia sono peculiari, quando un bambino la contrae la crescita corporea e del cervello si ferma permanentemente, e compare un grave ritardo mentale. Il nome della malattia deriva da uno dei sintomi particolari che porta l'ammalato ad annuire con gesti involontari della testa. I gesti compaiono solitamente quando i bambini stanno per mangiare o talvolta quando sentono freddo, e spariscono quando smettono di cibarsi o non hanno più freddo. I sintomi possono manifestarsi con vari livelli di gravità, il neurotossicologo Peter Spencer, che ha indagato sulla malattia, ha rilevato come alla vista del cibo chi ne è affetto inizia ad annuire rapidamente, altri sperimentano crisi epilettiche, mentre altri ancora rimangono immobili. A causa delle crisi epilettiche sono frequenti i casi di collasso con conseguenti cadute e danni fisici. Altri sintomi sono rilevabili tramite elettroencefalogramma, mentre la risonanza magnetica rivela atrofia cerebrale e danni all'ippocampo e alle cellule della glia.
Un particolare insolito della malattia è che i sintomi caratteristici non compaiono se alle vittime viene presentato del cibo a loro sconosciuto, come ad esempio barrette di cioccolato.

## Diagnosi e terapia
La diagnosi non è molto accurata attualmente, e si basa sulle manifestazioni più evidenti sulle vittime come la comparsa dell'annuire. Quando ai sintomi si accompagna il ritardo mentale e il mancato sviluppo del bambino la possibilità che la malattia sia stata contratta è molto alta. Allo stato attuale si sta cercando di capire come rilevare la comparsa della malattia con esami diagnostici più sofisticati. Non esiste alcuna cura per la malattia, il trattamento è diretto ai sintomi ed è a base di antiepilettici come il fenobarbital.

## Prognosi
La malattia è fortemente debilitante sia per il fisico che per la salute mentale. Nel 2004 Peter Spencer riportava che la malattia è degenerativa e fatale, con una durata di forse tre anni o più. La malattia ha inoltre un'alta mortalità e può essere fatale anche in seguito a cadute causate dalle gravi crisi epilettiche.